# Алтернативна медицина
Алтернативна медицина е всяка една практика, която лекува, но „не попада в обхвата на конвенционалната медицина“. Алтернативната медицина се основава на разнообразни методологии и вярвания, които могат да включват, традиционна/народна медицина, народни поверия, духовни схващания или „нови“, но научно обосновани подходи за лечение.

## Ароматерапия
Ароматерапията е дял от алтернативната медицина. При него различни етерични масла, които се получават от растенията, се използват за профилактика и лечение на редица състояния като скованост в мускулите, кожни раздразнения, главоболие, проблеми със сексуалната функция, нарушения в съня, стрес, страхови състояния, депресия и други нервни разстройства. Основното действие на маслата е стимулиране на мозъчната функция, повишаване на когнитивните функции и подобряване на настроението.
Ароматерапията има доказан антибактериален и противовирусен ефект при профилактика на инфекциозни заболявания, предавани по въздушно-капков път. Изследвания, проведени в щатския университет в Юта, доказват способността на някои етерични масла да понижат количеството на Micrococcus luteus с 82%, Pseudomonas aeruginosa с 96% и Staphylococcus aureus с 44%, след като биват разпръснати в затворено помещение.

## Морелечение
Морелечението е един изключително полезен метод за целия човешки организъм, тъй като в състава на морската вода има много минерали и микроелементи за разлика от сладките води, а това от своя страна оказва благоприятно въздействие върху кръвообращението, обмяната на веществата, имунната система и хормоните. Учените отнасят морската вода към сложните минерални води с висока минерализация. Тя има много общо по химичен строеж, както и по физиологично действие с хлорно-натриевите и сулфатно-магнезиевите води. Морската вода съдържа много минерали под формата на соли и разтворени газове, като азот, кислород, йод, бром, сяра, желязо, магнезий, натрий, хлор, калций и др., които проникват през кожата в организма. Освен минерални съставки тя съдържа значително количество планктон и органични вещества.
Морелечението и морепрофилактиката използват природните ресурси, сред които са климатичните условия, а също и фактори, служещи за профилактика, рехабилитация и лечение – лечебна кал, луга, пясък, водорасли. Морелечението се осъществява чрез морска аеротерапия, хелиотерапия, обогатени топли морски бани, морски вани, лечение с водорасли, луголечение, пясъколечение.
Черно море е слабосолено, солеността му е около 17 – 18 промила. Водният басейн първоначално е бил езеро, а рязкото покачване на нивото на океаните го превръща в море. Черно море е вътрешноконтинентално и се свързва с другите водни басейни чрез протока Босфор, което всъщност е и причината да запази слабата си соленост. Това от своя страна намалява риска от появата на алергични реакции след къпане във водите му. Въпреки слабата соленост на морската вода съдържанието на йод е значително повече от средните стойности, измерени в другите водни басейни по света, а това определено има своите предимства.
Доказано е, че морската вода и водораслите имат свойствата да стимулират кръвообращението, да тонизират и действат стягащо на кожата, да възстановяват водното, белтъчинното, витаминното и минералното равновесие на тялото, да го освобождават от токсините, да заздравяват кожата и капилярите. Комбинацията море, минерална вода и пясък оказва комплексно въздействие върху целия организъм.
Морелечението има приложение също в дерматологията и козметиката. Използването на минералните вещества от състава на морската вода – като магнезия, който поддържа баланса и доброто състояние на кожата, цинка, който стимулира обновяването на клетките и има антибактериален ефект, и медта, която подпомага производството на колаген – като цяло подпомага клетъчното хранене и размножаване, тонизира съединителната тъкан и видимо забавя остаряването на кожата. Чрез водораслите и морската вода се заздравява кожната структура и се подобрява дейността на потните и мастните жлези, като по този начин се предотвратяват или регулират дерматологични смущения.

### Ефект от морските къпания
Хиляди клетъчни реакции протичат в човешкото тяло, докато правим морски къпания, затова почивката на море е сред най-препоръчителните за укрепване на здравето. Морската вода, в комбинация с климатичните условия по нашите ширини, има голямо значение за закаляването на организма и повишаването на имунитета, а плуването се смята за един от най-благоприятните за здравето спортове. При плуване разходът на енергия нараства от 5 до 9 пъти и това предпазва тялото от бързо охлаждане.
Морските къпания са най-активно въздействащата морелечебна процедура. Върху организма въздействат температурата и съставките на морската вода, налягането на водните маси и слънчевите лъчи. Значение има и вдишването на морските аерозоли, както и температурата на въздуха, която действа на организма непосредствено преди и след къпане. Морските вълни имат особено силен балнеоефект. Тяхното движение въздейства на тялото подобно на масаж, който не може да бъде възпроизведен. 
Най-ефективно морската вода въздейства чрез кожата. При морските къпания в нея проникват електролити, които подпомагат обмяната на веществата и функционалното състояние на клетките. Ето защо е добре преди баня с морска вода да се постои в сауна или просто на горещия пясък. Кожата попива около 10 мл. вода, които предизвикват реакция в организма, стабилизираща морфологичната картина на кръвта и кръвното налягане.
Морските къпания влияят на работата на вътрешните органи, намаляват хипертонуса на мускулите, нормализират метаболитните процеси, подобряват кръвообращението. Елементите в състава на черноморската вода имат различно действие. Магнезият забавя процесите на стареене. Калцият ускорява възстановителните процеси на кожата, осигурява защита от инфекции и извежда токсините от организма. Сярата предпазва кожата от възпаления. Бромът действа като антисептик. Силицият укрепва капилярите и стимулира растежа на косата. Фосфорът гарантира здрави нокти, коса и зъби.
Поради разнообразието от микроелементи и минерали в състава на морската вода тя успешно се използва при лечението на редица заболявания на кръвообращението, проблеми с периферните кръвоносни съдове, заболявания на дихателните пътища, кожни болести, алергии, податливост към заразни болести. Съставките на морската вода действат на тялото по специфичен начин, като оздравяват кожата при болести като екземи и псориазис и подпомагат организма в изгаряне на мазнините. Благотворно се повлияват също заболявания на опорно-двигателния апарат – хронични дегенеративни и възпалителни ставни заболявания (остеоартроза, ревматоиден полиартрит, инфекциозен артрит, миалгия, лумбаго, състояния след костни фрактури, бурсит, тендовагинит и др. ), гинекологични заболявания, включително безплодие, хроничен простатит, леки степени на стерилитет, заболявания на периферната нервна система – хронична невралгия, неврит, плексит, дископатия, следтравмени състояния на периферните нерви. Допълнителни индикации са някои заболявания на дихателните органи – хронични бронхити, ринофарингити, синузити, трахеити, леки форми на бронхиална астма, неврастении, хипертонична болест, затлъстяване, подагра, вторични анемии.
Независимо от благоприятното въздействие на морската вода върху организма не трябва да забравяме, че има и противопоказания за морски къпания: повишена телесна температура, остри инфекциозни заболявания, кръвотечения, злокачествени тумори, състояния след сърдечен инфаркт, хипертонична болест 3-ти стадий, сърдечна декомпенсация, тежки заболявания на белите дробове, психични заболявания, епилепсии и др., затова при сериозни проблеми консултацията със специалист е задължителна.
Артериалната хипертония и белодробната астма са две социалнозначими заболявания, за повлияването на които с помощта на таласотерапията има натрупан голям опит, включващ проучвания от българското крайбрежие и по-точно от плажовете на Варна и курортите Св. св. Константин и Елена и Албена. Именно тези географски ширини и уникалното съчетание на климатични биоресурси се оказват ефективни за профилактика, а при целенасочено приложение – и за клинично повлияване на посочените заболявания.
Системното дозирано натоварване на хора с хипертонични заболявания с таласотерапевтични фактори води до рационализиране на физическата терморегулация като бърза и адекватна на дразненето, както и се постига пренагласа на кръвообращението. Установено е подобряване на хемодинамиката и на съкратителната функция на миокарда, а също така и на аеробния капацитет и на физическата работоспособност на организма. Морелечението е показано за болни с лека и средна тежест бронхиална астма във фаза на ремисия.
По крайбрежието на Черно море през топлото полугодие се отчита положителен ефект както при неатопичната, така и при атопичната бронхиална астма. През хладното полугодие по-висока ефективност от морелечението се отчита при атопичните форми.

### Здраве и профилактика чрез морския климат
В климатичната област, в която попада България, климатът се формира под влиянието на циркулацията на атмосферата, характерна за Балканския полуостров, и въздействието на Черно море. Морето трансформира въздушните маси от континентален и средиземноморски произход. Това определя климата в нашата страна като нито преходно-средиземноморски, нито преходно-континентален, а в областите от Черноморското крайбрежие – и много по-мек, въпреки липсата на планински масиви.

## Слънцелечение (хелиотерапия)
Слънчевите бани са едно от най-харесваните и предпочитаните удоволствия на хората за здраве и красота. Слънцето ни влияе с лъчистата си енергия, в комплекс с въздействието на въздушната среда. За вредата на слънцето се говори много. И с право. Но слънцето може да бъде и много полезно, ако подхождаме с внимание и защитаваме тялото и кожата си. Човешкият организъм има нужда от слънчевите UV лъчи. Една от най-важните ползи от тях е, че те правят възможно образуването и синтезирането на витамин D в тялото. Излагането на слънце е особено полезно за хора със ставни проблеми и заболявания на опорно-двигателния апарат. Слънцето намалява болката и повлиява положително общото състояние. Слънчевите лъчи благоприятстват и добрите емоции. Ежедневното и разумно излагане на слънце намалява нервното напрежение, подобрява настроението и бори депресията. Хелиотерапията е подходяща и за повдигане на имунитета. Излагането на слънце трябва да става в подходящи часове – между 8 и 10 сутринта и след 4 следобед, за да се избегнат рискове като слънчеви изгаряния, сърдечни проблеми и топлинен удар.

## Пясъколечение (псамотерапия)
Благоприятно въздействие върху тялото оказва и морският пясък. Пясъколечението се смята за „нежно действаща топлинна процедура“. Още от дълбока древност египтяните използвали пясъка за отпускане след тежък ден, като си приготвяли пясъчни вани. Пясъколечението е прилагано и от древните гърци. Пясъкът съдържа много минерали като калций, магнезий, натрий, манган и когато е нагрят, отдава по-лесно тези елементи през кожата на тялото. Използването на морския пясък при травми дава добри терапевтични резултати. Ходенето бос по пясъка също има оздравителен ефект, тъй като по стъпалата са разположени точки, които отговарят за нашите вътрешните органи и системи и въздействието върху тези точки може да повлиe функцията на цялото тяло.

## Комплементарна медицина
Комплементарна медицина и интегративна медицина са понятия, означаващи алтернативната медицина, използвана съвместно с конвенционалната. Като термин – чадър се използва комплементарна и алтернативна медицина или КАМ.
През 1998 г. систематичен преглед на разпространението на алтернативната медицина в 13 държави установява, че около 31% от болните от рак пациенти използват някаква форма на алтернативна или комплементарна медицина. Тези практики обаче не са еднородни и варират в различните страни. Юрисдикциите, в които такива практики са широко разпространени, често пъти ги легализират като въвеждат регулации за тях. Изследователят на алтернативната медицина Едзард Ернст посочва, че в Австралия и Германия този вид практики са в ръцете на медиците, а данни от САЩ показват, че половината от алтернативните лечители са дипломирани лекари.
Практиките на алтернативната медицина са разнообразни в основата и методологията си. Могат да включват или да се основават изцяло на традиционната медицина, народната мъдрост, духовните вярвания или новопоявили се концепции за лечение. „Макар и хетерогенни, големите системи КАМ имат много общи характеристики, в това число фокус върху индивидуализираното лечение, лечение на цялостната личност, идеята за грижа за себе си и самолечението, разкриването на духовната природа на всеки човек. В добавка към това много КАМ имат характеристики, откриваеми и в конвенционалната медицина, като фокус върху доброто хранене и превантивни практики. За разлика от конвенционалната медицина, КАМ не се основават на или се основават на много ограничени експериментални и клинични изследвания. Въпреки това науката започва да попълва тази празнина. Така границите между КАМ и конвенционалната медицина, както и между различните системи на КАМ, често са мъгляви и постоянно променящи се“.